# Verrucosa
Genre
Verrucosa est un genre d'araignées aranéomorphes de la famille des Araneidae.

## Distribution
Les espèces de ce genre se rencontrent en Amérique.

## Liste des espèces
Selon World Spider Catalog (version 20.0, 15/05/2019) :
- Verrucosa alvarengai Lise, Kesster & Silva, 2015
- Verrucosa apuela Lise, Kesster & Silva, 2015
- Verrucosa arenata (Walckenaer, 1841)
- Verrucosa avilesae Lise, Kesster & Silva, 2015
- Verrucosa bartica Lise, Kesster & Silva, 2015
- Verrucosa benavidesae Lise, Kesster & Silva, 2015
- Verrucosa brachiscapa Lise, Kesster & Silva, 2015
- Verrucosa cachimbo Lise, Kesster & Silva, 2015
- Verrucosa cajamarca Lise, Kesster & Silva, 2015
- Verrucosa caninde Lise, Kesster & Silva, 2015
- Verrucosa canje Lise, Kesster & Silva, 2015
- Verrucosa carara Lise, Kesster & Silva, 2015
- Verrucosa chanchamayo Lise, Kesster & Silva, 2015
- Verrucosa coroico Lise, Kesster & Silva, 2015
- Verrucosa cuyabenoensis Lise, Kesster & Silva, 2015
- Verrucosa cuyuni Lise, Kesster & Silva, 2015
- Verrucosa cylicophora (Badcock, 1932)
- Verrucosa excavata Lise, Kesster & Silva, 2015
- Verrucosa florezi Lise, Kesster & Silva, 2015
- Verrucosa galianoae Lise, Kesster & Silva, 2015
- Verrucosa guatopo Lise, Kesster & Silva, 2015
- Verrucosa hoferi Lise, Kesster & Silva, 2015
- Verrucosa lampra (Soares & Camargo, 1948)
- Verrucosa lata Lise, Kesster & Silva, 2015
- Verrucosa latigastra Lise, Kesster & Silva, 2015
- Verrucosa levii Lise, Kesster & Silva, 2015
- Verrucosa macarena Lise, Kesster & Silva, 2015
- Verrucosa manauara Lise, Kesster & Silva, 2015
- Verrucosa meridionalis (Keyserling, 1892)
- Verrucosa meta Lise, Kesster & Silva, 2015
- Verrucosa opon Lise, Kesster & Silva, 2015
- Verrucosa pedrera Lise, Kesster & Silva, 2015
- Verrucosa rancho Lise, Kesster & Silva, 2015
- Verrucosa reticulata (O. Pickard-Cambridge, 1889)
- Verrucosa rhea Lise, Kesster & Silva, 2015
- Verrucosa scapofracta Lise, Kesster & Silva, 2015
- Verrucosa septemmammata Caporiacco, 1954
- Verrucosa sergipana Lise, Kesster & Silva, 2015
- Verrucosa silvae Lise, Kesster & Silva, 2015
- Verrucosa simla Lise, Kesster & Silva, 2015
- Verrucosa suaita Lise, Kesster & Silva, 2015
- Verrucosa tarapoa Lise, Kesster & Silva, 2015
- Verrucosa tuberculata Lise, Kesster & Silva, 2015
- Verrucosa undecimvariolata (O. Pickard-Cambridge, 1889)
- Verrucosa zebra (Keyserling, 1892)

## Publication originale
- McCook, 1888 : Necessity for revising the nomenclature of American spiders. Proceedings of the Academy of Natural Sciences of Philadelphia, vol. 1888, p. 74-79.